# Escharoides bishopi
Escharoides bishopi är en mossdjursart som beskrevs av De Blauwe 2006. Escharoides bishopi ingår i släktet Escharoides och familjen Exochellidae. Inga underarter finns listade i Catalogue of Life.